# Fibron Industrial
Fibron Industrial Ltda. war ein brasilianisches Unternehmen und Hersteller von Automobilen.

## Unternehmensgeschichte
Das Unternehmen wurde 1979 in Belo Horizonte gegründet. Die Produktion von Automobilen begann. Der Markenname lautete Fibron. Etwa 1987 endete die Automobilproduktion. Insgesamt entstanden weniger als 100 Fahrzeuge. Danach fertigte das Unternehmen noch Leichtflugzeuge, Schwimmbecken und Boote aus Fiberglas.

## Fahrzeuge
Das erste Modell war der VW-Buggy Fox.
Im November 1981 wurde der Kleinstwagen Fibron 274 präsentiert. Das geschlossene zweisitzige Fahrzeug mit Fiberglas-Karosserie war 274 cm lang. Der Prototyp hatte einen halben luftgekühlten Vierzylinder-Boxermotor von Volkswagen do Brasil, also einen Zweizylindermotor mit 643 cm³ Hubraum und 20 PS Leistung. Für die Serie waren Motoren mit 800 cm³ Hubraum (erneut ein halbierter Motor), 1000 cm³ Hubraum und 1300 cm³ Hubraum von VW vorgesehen. Ebenso waren zwei verschiedene Ausstattungsvarianten geplant.
Ebenfalls 1981 stand das Dreirad Saci, später umbenannt in Grilo, auf einer Automobilausstellung. Es basierte auf Teilen von Lambretta. Ein Einzylindermotor mit 175 cm³ Hubraum und 8,76 PS Leistung trieb die Hinterräder an. Das Fahrzeug war 2 Meter lang und hatte eine Karosserie aus Fiberglas.
1985 erschien der Shock. Dies war eine Weiterentwicklung des Fibron 274. Er hatte einen Elektromotor mit 10 PS, in einer billigeren Version mit 7 PS. Shock I und Shock II waren Varianten dieses Modells. Vom Shock I ist ein Bild eines Cabriolet überliefert.